# 치올콥스키 (아무르주)

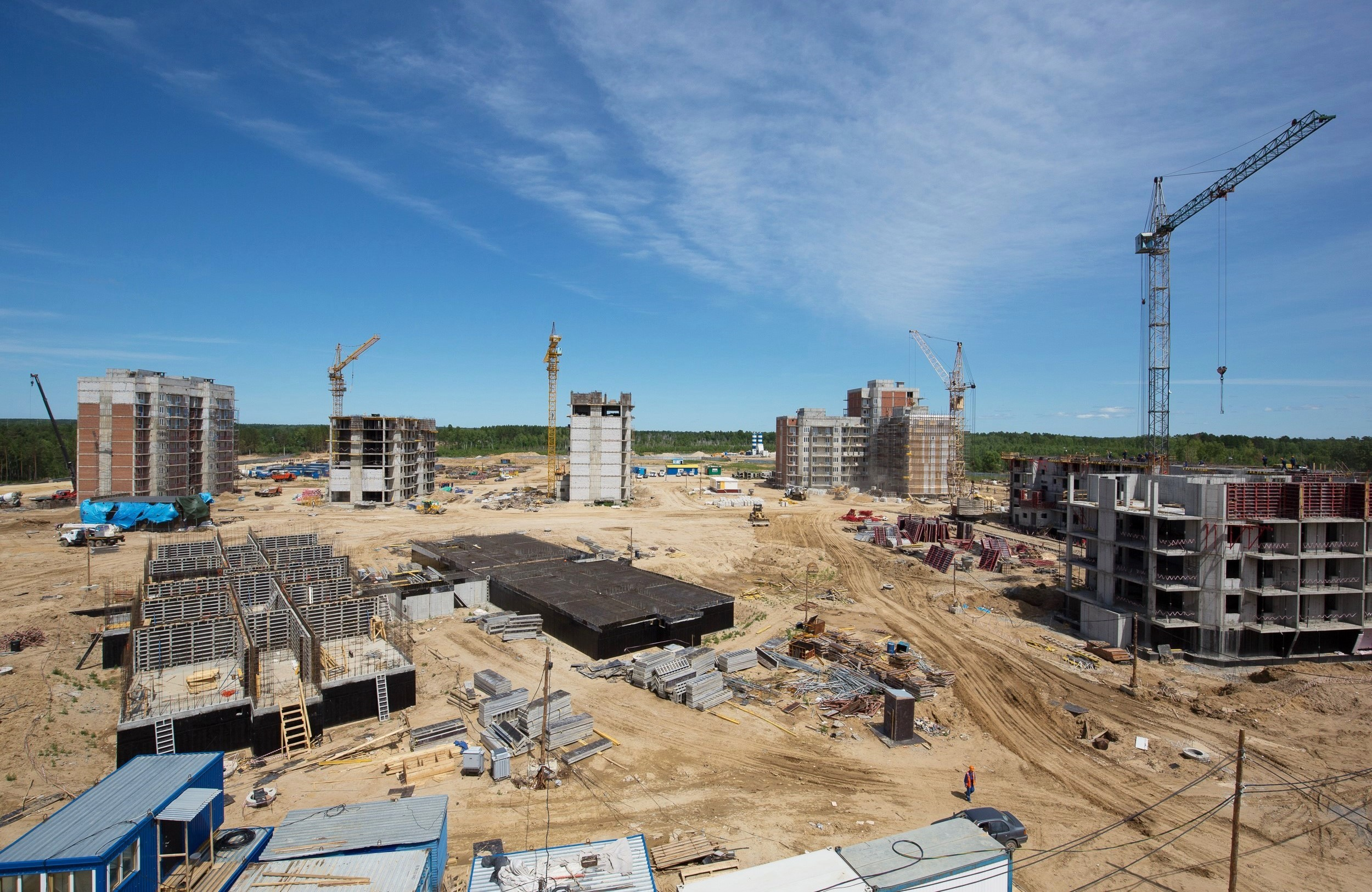
치올콥스키의 건축물 공사 현장

치올콥스키(러시아어: Циолковский)는 러시아 아무르주에 위치한 도시로 인구는 5,892명(2010년 기준)이다. 중화인민공화국 국경에서 110km, 아무르 주의 주도인 블라고베셴스크에서 북쪽으로 180km 정도 떨어진 곳에 위치한다. 인근에 보스토치니 우주기지가 들어서 있다.
1961년에 신설되었으며 1969년 소련군의 대륙간탄도유도탄 기지가 들어서면서 스보보드니-18(Свободный-18)이라는 폐쇄 도시가 되었다. 1994년 도시 이름을 우글레고르스크(러시아어: Углегорск)로 바꾸었고 2015년 러시아 우주 계획의 선구자인 콘스탄틴 치올콥스키를 기념하기 위해 지금과 같은 이름으로 바뀌었다.